# Sampo Rosenlew Comia
Sampo Rosenlew Comia ist eine Baureihe von kleinen und mittleren Mähdreschern des Landmaschinenherstellers Sampo Rosenlew in Pori.

## Geschichte

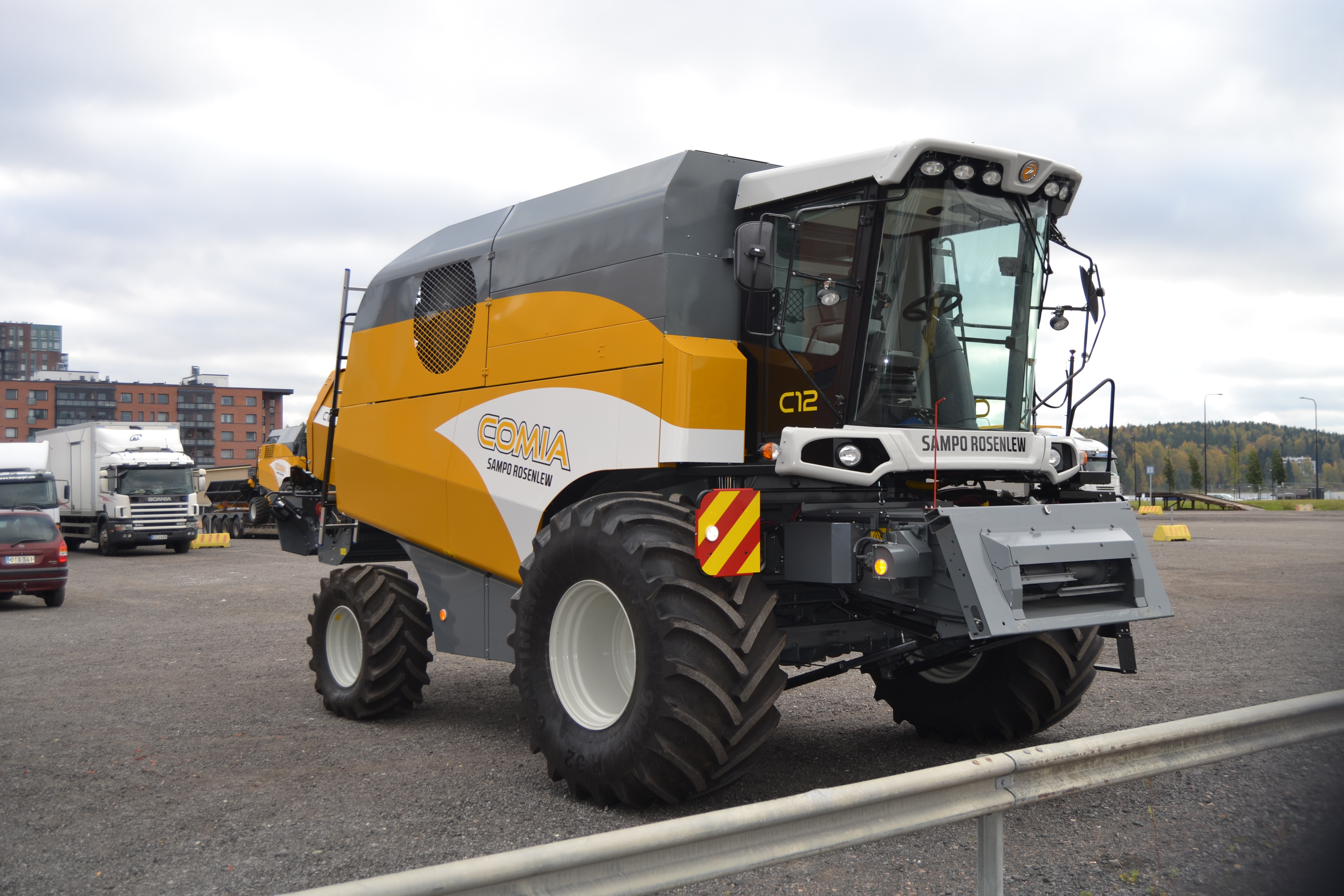
Sampo Rosenlew Comia C12 der ersten Generation

Auf der Agritechnica 2011 stellte Sampo Rosenlew die kleinen Mähdrescher der Comia-Serie (C4, C6 und C8) erstmals vor. Sie ersetzen die 2000er-Modellreihe des Herstellers und wurden ab 2012 ausgeliefert.
Im September 2013 präsentierte Sampo Rosenlew die mittelgroßen Mähdrescher Comia C10 und den Comia C12, mit diesen wurde die 3000er-Modellreihe ersetzt. Zusätzlich zur Erweiterung der Serie überarbeitete man auch die kleinen Comia-Mähdrescher, am auffälligsten war hierbei die neue Kabine.
Anfang Oktober 2017 kündigte Sampo Rosenlew eine Erneuerung der gesamten Mähdrescher-Modellpalette an. Dies beinhaltete auch die Einführung einer umfangreich überarbeiteten Comia-Baureihe, welche vom Hersteller auch als Comia 2.0 bezeichnet wird. Der Comia C4 wurde ersatzlos eingestellt. Die neue Comia-Baureihe wurde auf der Agritechnica 2017 erstmals der Öffentlichkeit präsentiert. Allerdings wurden erste Mähdrescher schon während der vorigen Getreideernte eingesetzt.

## Modelle
| Comia-Baureihe (Bj. 2011–2017)      | Dreschsystem | Arbeitsbreite in m | Motor                 | Motorleistung in kw (PS) | Korntankinhalt in l |
| ----------------------------------- | ------------ | ------------------ | --------------------- | ------------------------ | ------------------- |
| Comia C4                            | 4 Schüttler  | 3,90               | Sisu Power 4-Zylinder | 110 (150)                | 3700                |
| Comia C6                            | 5 Schüttler  | 4,20               | Sisu Power 4-Zylinder | 136 (185)                | 4200                |
| Comia C8                            | 5 Schüttler  | 4,50               | Sisu Power 4-Zylinder | 154 (210)                | 5200                |
| Comia-Baureihe (Bj. 2013–2017)      | Dreschsystem | Arbeitsbreite in m | Motor                 | Motorleistung in kw (PS) | Korntankinhalt in l |
| Comia C10                           | 6 Schüttler  | 5,10               | AGCO Power 6-Zylinder | 175 (238)                | 6500                |
| Comia C12                           | 6 Schüttler  | 5,70               | AGCO Power 6-Zylinder | 220 (300)                | 7600                |
| Comia 2.0-Baureihe (Bj. 2017-heute) | Dreschsystem | Arbeitsbreite in m | Motor                 | Motorleistung in kw (PS) | Korntankinhalt in l |
| Comia C6                            | 5 Schüttler  | 4,20               | AGCO Power 4-Zylinder | 127 (172)                | 4400                |
| Comia C8                            | 5 Schüttler  | 4,50               | AGCO Power 6-Zylinder | 154 (210)                | 5400                |
| Comia C10                           | 6 Schüttler  | 5,10               | AGCO Power 6-Zylinder | 175 (238)                | 6000                |
| Comia C12                           | 6 Schüttler  | 5,70               | AGCO Power 6-Zylinder | 220 (300)                | 7600                |